# Italian Series of Poker 2019

Le Italian Series of Poker 2019 , si sono tenute dal 17 al 27 maggio 2019 a Nova Gorica, in Slovenia, presso il casinò Perla. Si è trattata della 10ª edizione dei Campionati Italiani, che ha visto la partecipazione di quasi 2000 partecipanti suddivisi in 27 tornei.
Il main event ha assegnato il titolo di Campione Italiano, che è andato al palermitano Fausto Tantillo, che ha eliminato in heads-up Attilio Fossati.

## Edizione 10 - Main Event

### Risultati[3]
- Luogo: Casino Perla, Nova Gorica
- Buy-in: € 990
- Data: 24-27 maggio, 2019
- Partecipanti: 155
- Montepremi: € 127,501
- Giocatori a premio: 16

| Tavolo finale | Tavolo finale      | Tavolo finale |
| Posizione     | Nome               | Premio        |
| ------------- | ------------------ | ------------- |
| 1             | Fausto Tantillo    | € 35,000      |
| 2             | Attilio Fossati    | € 21,000      |
| 3             | Claudio di Giacomo | € 15,700      |
| 4             | Mr Umberto         | € 12,000      |
| 5             | Andrea Sorrentino  | € 9,500       |
| 6             | Giuseppe Grupposo  | € 7,000       |
| 7             | Mattia Nichetto    | € 5,000       |
| 8             | Timothy Dearing    | € 3,600       |

  Italian Series of Poker - Edizione 10 - Main Event, Visualizza l'ultima mano, su YouTube, 27 maggio 2019.

## Eventi preliminari
Il torneo di apertura è stato vinto dal modenese Antonio Scalzi.
Due titoli per l'albanese Olsi Lala negli eventi 2 (Pot Limit Omaha) e 5s (Tournament of Champions).
Due titoli anche per il giovane russo Nikolay Ponomarev (Campionato Italiano Mixed) e (Campionato Italiano H.O.R.S.E.).
Maria Mihaela Miron ha vinto il torneo Ladies eliminando Maria Carla Perraymond, vincitrice dell'edizione precedente.
| Evento | Data                | Torneo                                                                                  | Vincitore                 |
| 1      | dal 17 al 20 maggio | € 400 No Limit Hold'em Campionato Italiano Deep (Event #1)                              | Antonio Scalzi            |
| 2      | 17 maggio           | € 300 Pot Limit Omaha Poy Championship (Event #2)                                       | Olsi Lala                 |
| 3      | 18 maggio           | € 150 Pot Limit Omaha Campionato Italiano 9-Max (Event #3)                              | Simone Montanarella       |
| 4      | 18 maggio           | € 120 No Limit Hold'em Campionato Italiano Ko (Event #4)                                | Andrea Sorrentino         |
| 1s     | 18 maggio           | € 120 No Limit Hold'em Campionato Italiano Interforze (Event #1S)                       | Pierfrancesco Di Sabatino |
| 5      | 19 maggio           | € 250 No Limit Hold'em / Pot Limit Omaha Mix Campionato Italiano Mixed 8-Max (Event #5) | Amedeo Chieregato         |
| 6      | 19 maggio           | € 150 No Limit Hold'em 6-Max Championship (Event #6)                                    | Nikolay Ponomarev         |
| 7      | 20 maggio           | € 225 No Limit Hold'em Campionato Italiano 8-Max Super Ko (Event #7)                    | Alessandro Esposito       |
| 8      | 20 maggio           | € 150 H.O.R.S.E (Event #8)                                                              | Nikolay Ponomarev         |
| 9      | 21 maggio           | € 250 Pot Limit Omaha Hi Lo 8 Max (Event #9)                                            | Giancarlo Viezzi          |
| 10     | dal 21 al 22 maggio | € 300 No Limit Hold'em - Campionato Italiano 6-Max (Event #10)                          | Mattia Nichetto           |
| 11     | 21 maggio           | € 150 Crazy Pineapple (Event #11)                                                       | Giacomo Grossi            |
| 12     | dal 22 al 23 maggio | € 400 Pot Limit Omaha 8 Max (Event #12)                                                 | Andrea Vaccarella         |
| 13     | 22 maggio           | € 250 No Limit Hold'em Campionato Italiano Freezeout (Event #13)                        | Dario Quattrucci          |
| 15     | 23 maggio           | € 150 No Limit Hold'em Campionato Italiano Turbo (Event #15)                            | Thomas Santinello         |
| 2s     | 23 maggio           | € 500 No Limit Hold'em Campionato Italiano Heads-Up Cap16 (Event #2S)                   | Matseliukh Roman          |
| 3s     | 23 maggio           | € 120 No Limit Hold'em Campionato Italiano Giornalisti (Event #3S)                      | Salvatore Gueci           |
| 14     | dal 24 al 27 maggio | € 990 No Limit Hold'em Campionato Italiano Main (Event #14)                             | Fausto Tantillo           |
| 16     | dal 24 al 25 maggio | € 100 No Limit Hold'em Campionato Italiano Hercules (Event #16)                         | Vincenzo Savarese         |
| 4s     | 24 maggio           | € 100 No Limit Hold'em Campionato Italiano Ladies (Event #4S)                           | Maria Mihaela Miron       |
| 17     | dal 25 al 26 maggio | € 500 No Limit Hold'em Campionato Italiano Pro (Event #17)                              | Michele Zafonti           |
| 18     | 25 maggio           | € 200 No Limit Hold'em Campionato Italiano 8-Max (Event #18)                            | Ales Koder                |
| 19     | 26 maggio           | € 250 No Limit Hold'em Campionato Italiano 8-Max Ko (Event #19)                         | Dario Faenza              |
| 5s     | 26 maggio           | € 300 No Limit Hold'em Tournament Of Champions (Event #5S)                              | Olsi Lala                 |
| 20     | 26 maggio           | € 150 No Limit Hold'em Campionato Italiano Win The Button (Event #20)                   | Antonino Leotta           |
| 21     | 27 maggio           | € 150 No Limit Hold'em Campionato Italiano Short Stack (Event #21)                      | Vincenzo Savarese         |
| 6s     | 27 Maggio           | € 150 No Limit Hold'em ISOP League Event (Event #6S)                                    | Massimo Montani           |